# Барбарез, Сергей
Се́ргей Ба́рбарез (босн. Sergej Barbarez; род. 17 сентября 1971, Мостар) — югославский и боснийский футболист; тренер.

## Биография
В детстве Барбарез предпочитал футболу гимнастику и баскетбол, но в 1984 году он записался в детскую команду ФК «Вележ». В 1990 году он впервые появился в её основном составе. Но сразу после подписания контракта он уехал служить в армию.
На новогодние праздники 1992 года 20-летний юноша уехал погостить к дяде в Германию, который договорился, что юного футболиста просмотрят в клубе второй Бундеслиги «Ганновер 96». Барбарез очень впечатлил ганноверцев, и те заключили с ним контракт.
В 1993 году Барбарез перешёл в клуб третьей лиги «Унион». Тот два раза подряд выходил во вторую Бундеслигу, но НФС отказывал ему в повышении оба раза. Клуб был неспособен удержать своих лидеров, и они ушли. Ушёл и Барбарез.
В 1996 году он наконец-то стал выступать в первой Бундеслиге — за «Ганзу». Именно в «Ганзе» Барбарез стал играть на позиции нападающего.
В 1998 году перешёл в «Боруссию» из Дортмунда. Но там Сергей толком не заиграл, и в 2000 году был продан в «Гамбург».
Время, проведённое в «Гамбурге», стало лучшим в карьере Барбареза: уже в первом сезоне он забил 22 гола за клуб. Всего за северян Сергей забил 72 гола.
В 2006 году Барбарез ушёл доигрывать в «Байер 04». Там он установил рекорд, став иностранцем, сыгравшим больше всех матчей в Бундеслиге, — 323. В этом же году завершил карьеру.
27 января 2009 года избран членом наблюдательного совета ФК «Гамбург». Но 30 мая 2010 года, после того как Барбарез не стал спортивным директором клуба, он ушёл из клуба.

## Достижения
Гамбург
- Обладатель Кубка немецкой лиги: 2003

### Личные
- Лучший бомбардир Бундеслиги — 2001
- Лучший футболист Боснии и Герцеговины — 2001, 2003
- Лучший спортсмен Боснии и Герцеговины — 2001, 2003